# 鶴澤友之助
鶴澤 友之助（つるさわ とものすけ）は、義太夫節三味線方の名跡。定紋は四代目より中陰蔦。

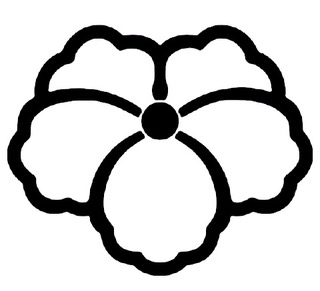
中陰蔦

## 初代
二代目鶴澤小定 ⇒ 初代鶴澤友助（友之助）
四代目鶴澤友次郎（初代鶴澤豊吉、二代目鶴澤伝吉）門弟
初代鶴澤小定も同じ四代目鶴澤友次郎門であり、後に三代目竹本長門太夫の相三味線であった三代目鶴澤清七の門弟となり、鶴澤定吉、鶴澤長蔵と名乗るが、弘化2年（1845年）17歳で夭逝している。初代小定として出勤した番付は不明であり、鶴澤定吉や豊澤定吉等が番付上も他にも確認できるが、天保11年（1840年）10月稲荷社内東芝居の番付に鶴澤定吉が確認できる。師初代勝右衛門（三代目清七）が筆頭を勤めている。天保13年（1842年）稲荷社内東芝居の番付で、鶴澤定吉と二代目鶴澤小定が並んでいる。筆末に三代目清七。
二代目鶴澤小定が番付上確認できるのは、天保11年（1840年）11月御霊社内芝居太夫竹本綱太夫の番付で、後に三代目伝吉から五代目友治郎となる兄弟子の鶴澤庄治郎が同座している。天保12年（1841年）9月御霊社内の師二代目伝吉が筆頭を勤める芝居に出座。以降も師二代目伝吉（四代目友次郎）が出座する芝居の番付に鶴澤小定の名がある。
天保15年（1844年）3月道頓堀若太夫芝居で師四代目友次郎は若太夫芝居を去るも、小定は以降も若太夫芝居や竹田芝居の四代目寛治が筆頭を勤める芝居に出座する。弘化3年（1845年）3月道頓堀竹田芝居で師四代目友次郎が筆末に座り、久々に一座している。同年の見立番付では東前頭鶴澤小定とある。
以降、芝居への出座が『義太夫年表近世篇』では確認できないが、嘉永元年（1848年）の見立番付に東前頭大坂鶴澤小定とある。また同年8月改正の『三都太夫三味線操改名録』に「小定 鶴澤友助」とあることから、同年には初代鶴澤友助（友之助）と改名していた。嘉永2年（1849年）の見立番付では東前頭大坂鶴澤友助となっている。安政7年＝万延元年（1860年）大坂座摩社内太夫竹本山城掾藤原兼房の芝居の番付上2枚目に鶴澤友介とある。
以降も、芝居への出座は不明であるが安政3年（1856年）の見立番付まで東西の前頭で大坂鶴澤友助とある。しかし、安政4年（1857年）の見立番付より東前頭江戸鶴澤友助となり、江戸へ移った。（文久2年（1862年）の見立番付のみ大坂鶴澤友助となっている。翌文久3年（1863年）より江戸に戻る。）
慶応2年（1866年）4月江戸大薩摩座の番付上3枚目に鶴澤友助とある。以降も慶応4年＝明治元年（1868年）の見立番付まで鶴澤友助の名が確認できるが、明治改元以降の出座や没年は不詳。
後に明治年間に七代目竹澤弥七の門弟で、後に鶴澤紫漣を名乗った竹澤弥六が一時期鶴澤友助を名乗っているが、系統が異なる。

## 二代目
鶴澤常吉 ⇒ 鶴澤小庄 ⇒ 二代目鶴澤友之助 ⇒ 五代目鶴澤豊吉 ⇒ 七代目鶴澤三二
本名：田村常吉。通称：田村歌。五代目鶴澤友次郎門弟。嘉永6年（1853年）京都市生まれ。
明治元年（1868年）7月鶴澤常吉で初出座。以降、文楽の芝居・松島文楽座に出座する。
明治2年（1869年）3月稲荷社内東芝居（文楽の芝居）で常吉改鶴澤小庄と改名。
明治6年（1873年）2月松島文楽座『義経千本桜』で小庄改二代目鶴澤友之助を襲名。
明治8年（1875年）3月まで松島文楽座に出座、以降は師匠五代目友次郎が出座する道頓堀竹田芝居へ移る。同年9月の道頓堀竹田芝居 太夫竹竹本春太夫の番付に鶴澤友之助が確認できる。
明治17年（1884年）4月松島文楽座で二代目友之助改五代目鶴澤豊吉を襲名。『國言詢音頭』「五人伐の段」で二代目長尾太夫を弾いた。
「此君帖」には明治21年七代目鶴澤三二を襲名とある。
明治27年（1894年）9月30日没。享年42歳。戒名：釋常楽。京都鳥辺山本寿寺。
一時初代豊澤團平の養子となっていた。六代目友次郎の三味線の手ほどきをした。実子に三代目鶴澤友之助。
「鶴澤豊吉ハ一時清水町團平師ノ／養子と成られし京都ノ通称田村歌と申五世友次郎／師ノ門人にて始め友之助と名乗り後ニ此二代長尾太夫ノ合／三味線となり阪地へ出座五代目豊吉を襲名其御人／で有後年七世三二を相続す明治廿七年九月三十日死／行年四十二当今の六世友次郎氏の手ほどきの／御師匠さんまた近い頃亡しました友之助の実父になり／ます」と豊竹山城少掾が記している。

## 三代目
豊澤猿童 ⇒ 三代目鶴澤友之助（友之介）
明治25年（1892年）8月20日京都生。本名清水亀之助。
二代目鶴澤友之助（七代目鶴澤三二）の実子。明治27年（1894年）9月30日に父七代目三二が42歳で亡くなったため、当時満2歳の亀之助を文楽座の勘定方である清水紫福が引き取り養子とした。そのため、実父の田村姓ではなく清水姓を名乗る。明治37年（1904年）四代目豊澤猿糸（六代目鶴澤友治郎）に入門し、豊澤猿童を名乗る。四代目猿糸（六代目友治郎）は、父二代目友之助（七代目三二）の三味線の手ほどきをした弟子であるため、父の孫弟子となった。
明治38年（1905年）4月御霊文楽座の番付に豊澤猿童の名がある。師四代目猿糸は三味線欄外。以降も、御霊文楽座に出座し、明治43年（1910年）猿童改三代目鶴澤友之助を襲名。番付の表記は鶴澤友之介となっている。同芝居で鶴澤團治郎改六代目竹澤團六（後の六代目鶴澤寛治）の襲名も行われている。
大正元年（1912年）9月御霊文楽座『戀女房染分手綱』「与作勘当の段」で竹本淀太夫を弾く。
翌10月同座『奥州安達原』「外ヶ浜の段 口」で三代目竹本越代太夫（後の三代目竹本相生太夫）を弾く。大正2年（1913年）1月同座『絵本太功記』「妙心寺の段 口」で二代目竹本常子太夫（後の六代目竹本住太夫）を弾く。同年4月摂津大掾引退披露同座『日吉丸稚櫻』「松下嘉平次屋敷の段 口」で二代目竹本鶴尾太夫を弾く。同年6月同座『太平記忠臣講釈』「九太夫切腹の段 中」で竹本浪花太夫を弾く。翌7月より九州の巡業に参加し、『恋娘昔八丈』「鈴ヶ森の段」で八代目竹本むら太夫を弾く。10月の巡業でもむら太夫を弾き、揚屋・苅萱高野山・鈴ヶ森等を勤めた。大正3年（1914年）1月同座『鎌倉三代記』「入墨の段 口」で豊竹光太夫を弾く。大正4年（1915年）7月よりの巡業では四代目竹本八十太夫（後の六代目竹本住太夫）を弾く。揚屋・鎌三・すしや・白木屋・日吉三等を勤めた。巡業では八十太夫やむら太夫を弾いている。この頃師六代目友治郎のツレ弾きも勤めている。
大正5年（1916年）2月御霊文楽座の番付より表記が鶴澤友之助となる。襲名以来鶴澤友之介となっていた。大正8年（1919年）2月御霊文楽座の番付より半沢に。野澤吉助と共に雨ざらし（三味線欄外）に。9月の番付より雨ざらしは吉助のみとなり、友之助は下5枚目へ。大正12年（1923年）10月開場の中座改め新京極文楽座に参加。杮落し公演では『絵本太功記』「尼ヶ崎の段 中」で三代目相生太夫を弾く。12月同座では『碁太平記白石噺』「浅草雷門の段 奥」で三代目相生太夫を弾く。
以降もこの新京極文楽座で主要な役を勤める。配役は以下の通り。
大正13年（1924年）1月同座『本朝廿四孝』「桔梗ヶ原の段 奥」（竹本鏡太夫）
同月同座『伽羅先代萩』「竹の間の段」（竹本鏡太夫）、「道行初音旅路」の3枚目
2月同座『義経千本桜』「椎の木の段 奥」で（竹本町太夫）
3月同座『加賀見山旧錦絵』「草履打の段」（豊竹和泉太夫）
同月同座『菅原伝授手習鑑』「茶筅酒の段」（竹本町太夫）
4月同座『一谷嫩軍記』「熊谷陣屋の段 中」（竹本町太夫）
5月御霊文楽座の番付より本澤となり三味線欄中央付近へ。
同年7月第3回向上会『仮名手本忠臣蔵』で壱の組「扇ヶ谷判官切腹の段」（三代目相生太夫）、弐の組「身内の段」で二代目つばめ太夫（八代目綱太夫）。
9月新京極文楽座『仮名手本忠臣蔵』「勘平切腹の段」（豊竹和泉太夫）、「道行戀の初旅」の3枚目
同月同座『絵本太功記』「妙心寺の段 奥」（三代目相生太夫）
10月同座『奥州安達原』「袖萩祭文の段 次」（三代目相生太夫）
同月同座『伽羅先代萩』「埴生村の段 切」（三代目相生太夫）、『三十三所壺坂寺』「沢市内の段」でツレ
11月同座『日吉丸稚櫻』「茶碗屋源左衛門内の段 切」（三代目相生太夫）
同月同座『玉藻前旭袂』「道春館の段 中」（三代目相生太夫）、『寿式三番叟』
12月同座『彦山権現誓助剣』「須磨の浦の段 奥」（竹本鏡太夫）、『杉坂墓所の段」（三代目相生太夫）
大正14年（1926年）1月『義経千本桜』「稲荷森の段 奥」（豊竹綾太夫）
同月同座『菅原伝授手習鑑』「訴訟の段」（豊竹綾太夫）
2月同座『近頃河原の達引』「堀川猿回しの段」で五代目錣太夫二代目新左衛門のツレ
同月同座『桂川連理柵』「六角堂の段」（竹本鏡太夫）
3月同座『新版歌祭文』「野崎村の段 中」（竹本鏡太夫）、「道行の段」のシン
同月同座『嫗山姥』「足柄山の段」のシン
4月同座『戀娘昔八丈』「鈴ヶ森の段」（竹本越名太夫（後の四代目竹本南部太夫））
同月同座『双蝶々曲輪日記』「道行狂乱の段」のシンを弾く。
5月同座『一谷嫩軍記』「組打の段 奥」（三代目相生太夫）
同月同座『本朝廿四孝』「十種香の段」のツレ、『名筆吃又平』「大津絵の段」のシン
6月同座『生写朝顔話』「舟別れの段」（竹本越登太夫）
同月同座『日吉丸稚櫻』「小牧山城中の段 中」（竹本越登太夫）
10月同座『増補忠臣蔵』「本蔵下屋敷の段 切」（豊竹和泉太夫）
同月同座『絵本太功記』「妙心寺の段 奥」（豊竹和泉太夫を）同月をもって新京極文楽座が閉場となる。
大正15年（1927年）3月御霊文楽座の番付より下3枚目へ。
以降も四ツ橋文楽座に出座する。
昭和8年（1933年）3月31日没。42歳。戒名は観誉弦月法友禅定門。墓所は父と同じ鳥辺山本寿寺。友之助親子（田村家と清水家）の斜め向かいに師匠筋の五代目友次郎の墓がある。

## 四代目
四代目鶴澤友之助
二代目鶴澤清友の門弟。
平成12年（2000年）4月 国立劇場文楽第19期研修生。平成14年（2002年）4月国立文楽劇場『薫樹累物語』「豆腐屋の段」のツレで初舞台。

### 受賞歴[10]
平成22年 4月 第38回(平成21年度)文楽協会賞
平成27年 3月 第34回(平成26年度)国立劇場文楽賞文楽奨励賞
平成28年 4月 第44回(平成27年度)文楽協会賞